# SN 2006Q
SN 2006Q – supernowa typu II odkryta 24 stycznia 2006 roku w galaktyce NGC 634. W momencie odkrycia miała maksymalną jasność 17,20m.